# Ahldreva
Ahldreva is een geslacht van rechtvleugeligen uit de familie krekels (Gryllidae). De wetenschappelijke naam van dit geslacht is voor het eerst geldig gepubliceerd in 1988 door Otte.

## Soorten
Het geslacht Ahldreva omvat de volgende soorten:
- Ahldreva andreevi Gorochov, 1996
- Ahldreva nondugli Otte, 1988